# Hubert Haider
Hubert Haider   (Múnic, 11 de febrer de 1879 - Altötting, 16 d'agost de 1971) va ser un paisatgista alemany.
Haider va néixer l'11 de febrer de 1879 a Múnic, fill del pintor de Munich Karl Haider i de la seva primera esposa Katharina, de soltera Brugger (mort el 1882), neboda de l'escultor Friedrich Brugger. Era net del dibuixant forestal Max Haider. El seu mig germà, Ernst Haider, fill del segon matrimoni del seu pare el 1890 amb Ernestine Schwarz, també era pintor.
Després d'assistir al Gymnasium Dillingen (escola de gramàtica), es va traslladar el 1891–92 al Maximiliansgymnasium de Munic. De 1894 a 1902 va viure al poble d'Eicherloh, entre Munic i Erding, i des de 1914 a Altötting, Schliersee i Munic. Va desenvolupar una relació artística amb el paisatgista més antic Edmund Steppes, i a través d'ell amb el seu gendre Karl Alexander Flügel (1890-1967). Va ser membre de la Cooperativa d'Artistes de Munic i de la Reichsverband bildender Künstler Deutschlands (Associació d'Artistes Visuals del Reich). La seva pintura va ser descrita com d'un "estil molt exacte... amb una concepció gairebé ingènua de la imatge". Principalment va triar temes dels contraforts alpins de l'Alta Baviera i les regions muntanyoses. Des de 1925 fins a 1939 va exposar obres a les exposicions anuals de Munic.
Haider va morir el 16 d'agost de 1971 a Altötting.

## Obres seleccionades
- Der Wilde Kaiser bei Kufstein, oli sobre cartró, 30 × 35 cm; signat H.Haider, segell de Galerie Heinemann, Munic (comerç d'art) # al revers.

Munic, col·leccions de pintura estatal de Baviera:
- Peissenberg, oli sobre cartró, 56 × 49 cm (BStGS, núm. inv. 10131).
- Vall de Salzach, oli sobre lli, 76 × 106 cm (BStGS, núm. inv. 13033)
- Breitenstein, Paisatge de tardor, oli sobre tela, 78 × 94 cm (BStGS, núm. Inv. 10039).

Munic, Lenbachhaus:
- Hohenpeißenberg
- Jägerkamp prop de Schliersee
- Primavera
- Bosc de muntanya
- El Wendelstein
- Paisatge